# Pieve di Villa
La pieve di Villa fu un'antica suddivisione territoriale della diocesi di Como e del Terziere superiore della Valtellina grigionese con capoluogo Villa di Tirano.